# Petrus Plancius

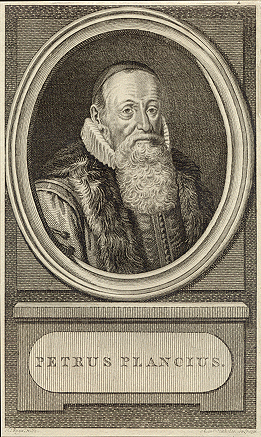
Petrus Plancius, J. Buys/Rein. Vinkeles (1791)

Petrus Plancius, właśc. Pieter Platevoet (ur. 1552 w Dranouter we Flandrii, zm. 15 maja 1622) – holenderski astronom, kartograf i teolog.
Autor licznych map i globusów. Wprowadził na mapy nieba wiele nowych gwiazdozbiorów, m.in. Krzyż Południa, Trójkąt Południowy, Gołąb.
Minister Holenderskiego Kościoła Reformowanego.

## Życiorys
Petrus Plancius przyszedł na świat w zamożnej flamandzkiej rodzinie jako Pieter Platevoet. Studiował matematykę, astronomię, geografię, historię, teologię oraz języki obce. Jako uczony zmienił nazwisko na jego formę łacińską: Petrus Plancius.
W 1576 wstąpił do Holenderskiego Kościoła Reformowanego. Podróżował wówczas dużo po kraju, wygłaszając kazania. Reformatorska działalność kaznodziejska była wtedy narażona na prześladowania. Na początku XVI w. Niderlandy dostały się pod panowanie katolickiej Hiszpanii, która dała innowiercom wybór: przejść na katolicyzm lub opuścić kraj. W 1585 Plancius zmuszony był uciekać przed inkwizycją do Amsterdamu.
W Amsterdamie Plancius poświęcił się naukom przyrodniczym, nawigacji i kartografii. Mając dostęp do map portugalskich, wkrótce stał się ekspertem od tras żeglugi do Indii Wschodnich. Przyczynił się do powstania Holenderskiej Kompanii Wschodnioindyjskiej (hol. Vereenigde Oostindische Compagnie (VOC)). Był głęboko przekonany o istnieniu krótszej drogi do Indii na północy, tzw. przejścia północno-wschodniego. Jednak wyprawy w poszukiwaniu przejścia, prowadzone w latach 1597–1597 m.in. przez Willema Barentsa (ucznia Planciusa) zakończyły się fiaskiem.
Plancius zmarł w 1622 i został pochowany na cmentarzu kościoła Zuiderkerk w Amsterdamie.

## Kartografia
Będąc w Amsterdamie, Plancius opracował liczne mapy (i globusy) Ziemi i nieba oraz przewodniki nawigacyjne.
W 1590 wykonał pięć map dla holenderskiego wydania Biblii. W 1592 wydał swoje najsławniejsze dzieło – mapę świata zatytułowaną Nova et exacta Terrarum Tabula geografica et hydrografica. Po 1598 nie wykonywał wielu prac kartograficznych, poświęcając się zapewne teologii. Dopiero w 1612 skonstruował kolejny globus nieba na podstawie obserwacji m.in. duńskiego astronoma Tycho Brahe.

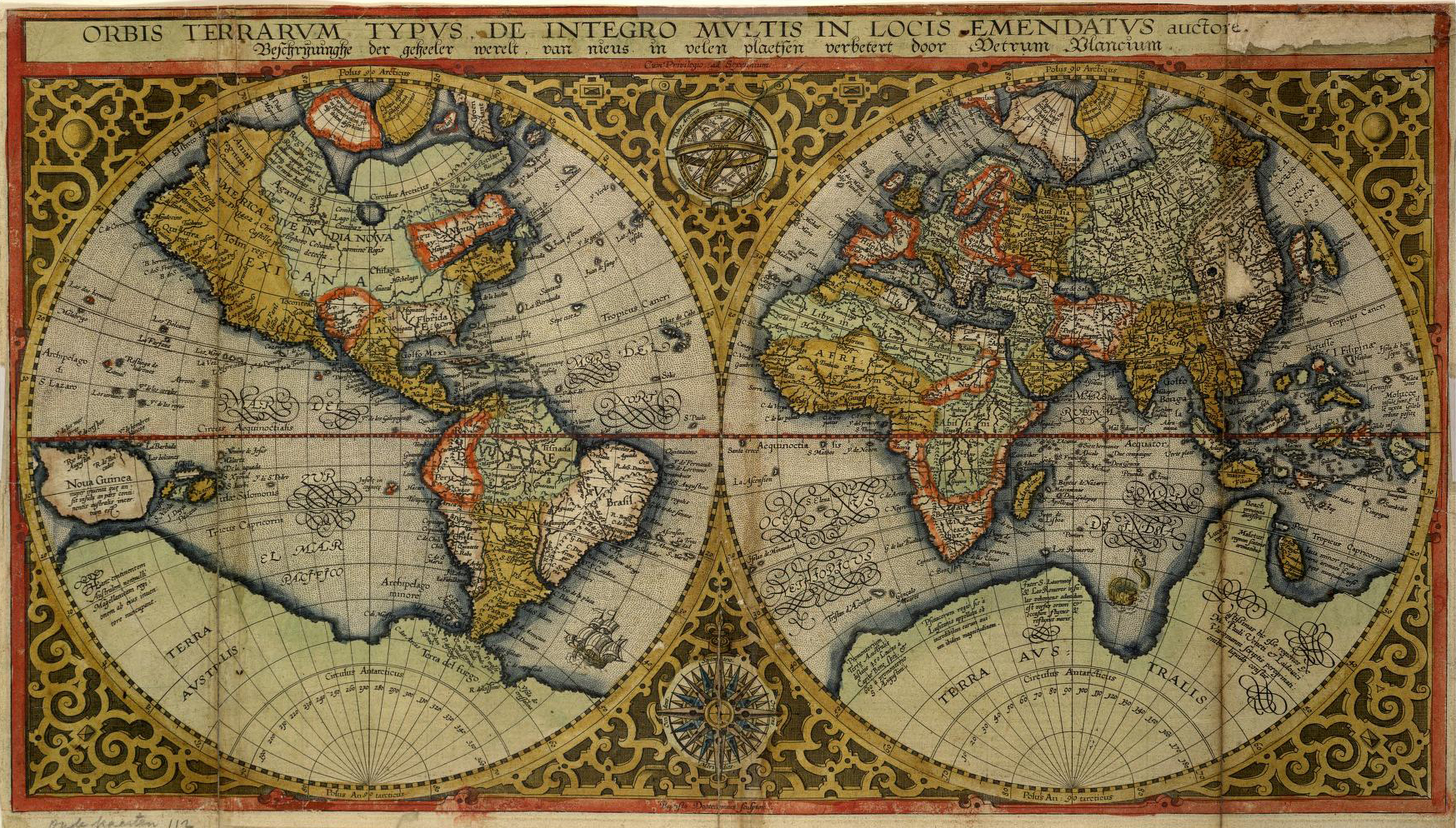
Orbis Terrarum 1590
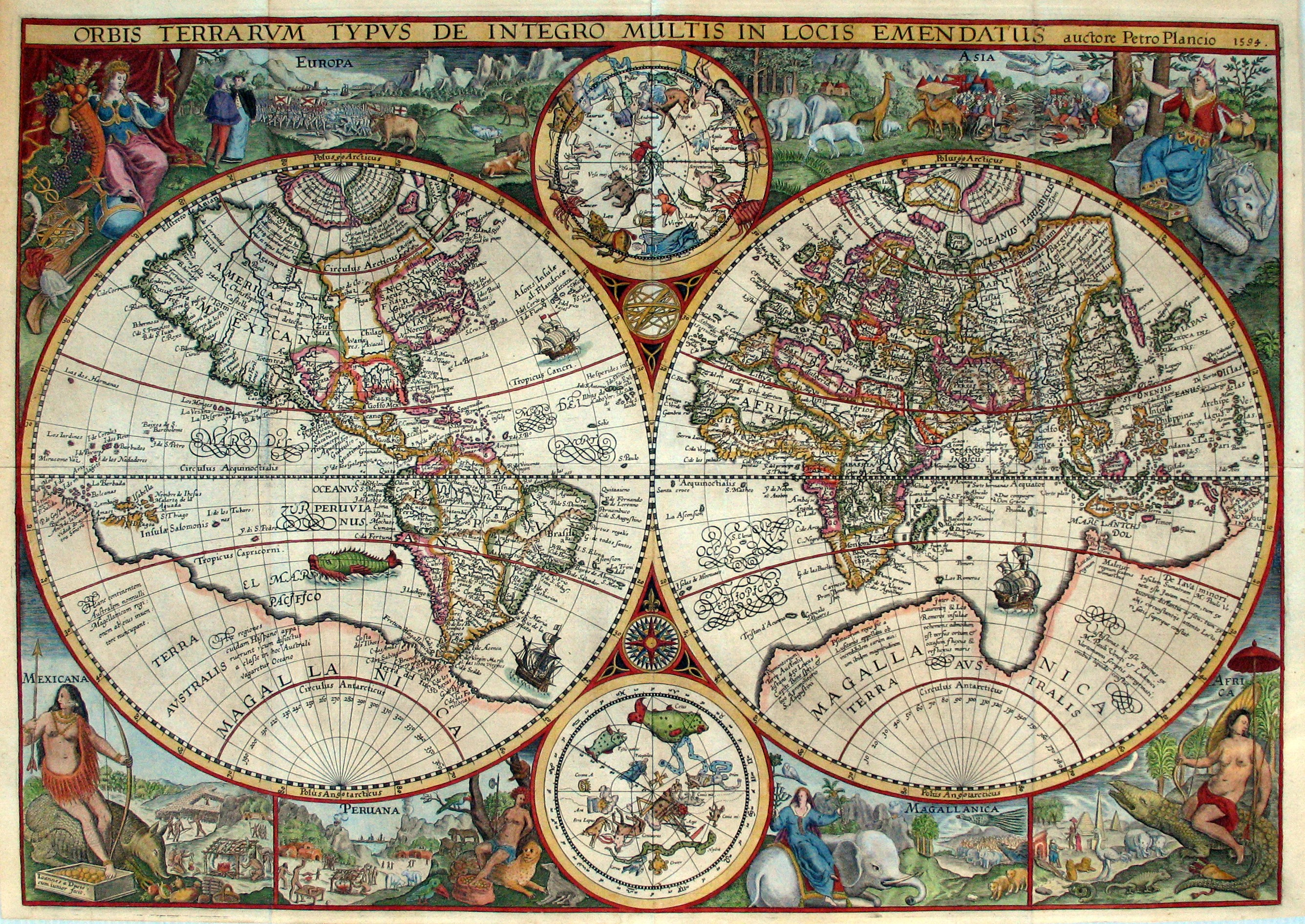
Orbis Terrarum 1594
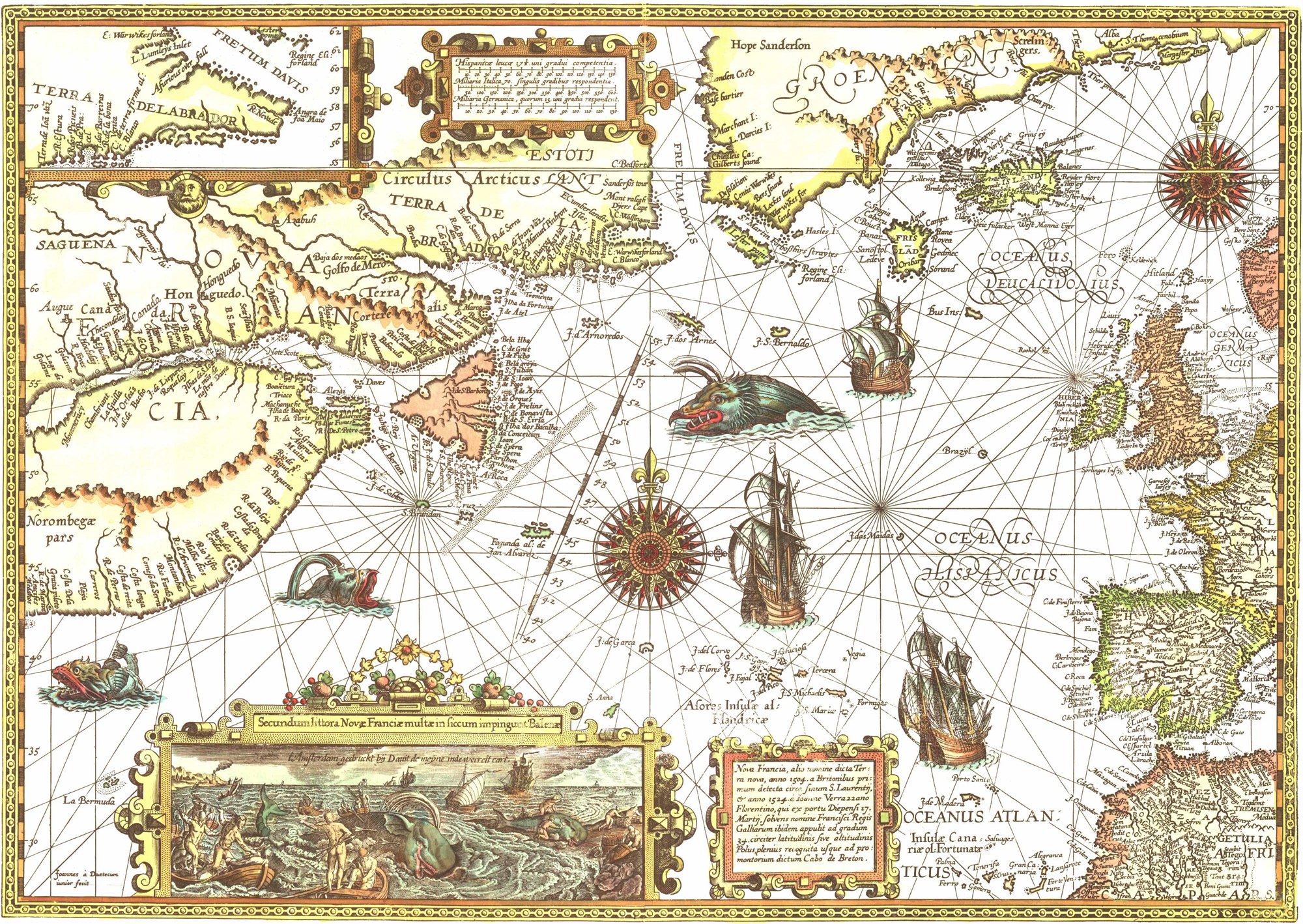
Nova Francia .. Terra Nova 1592
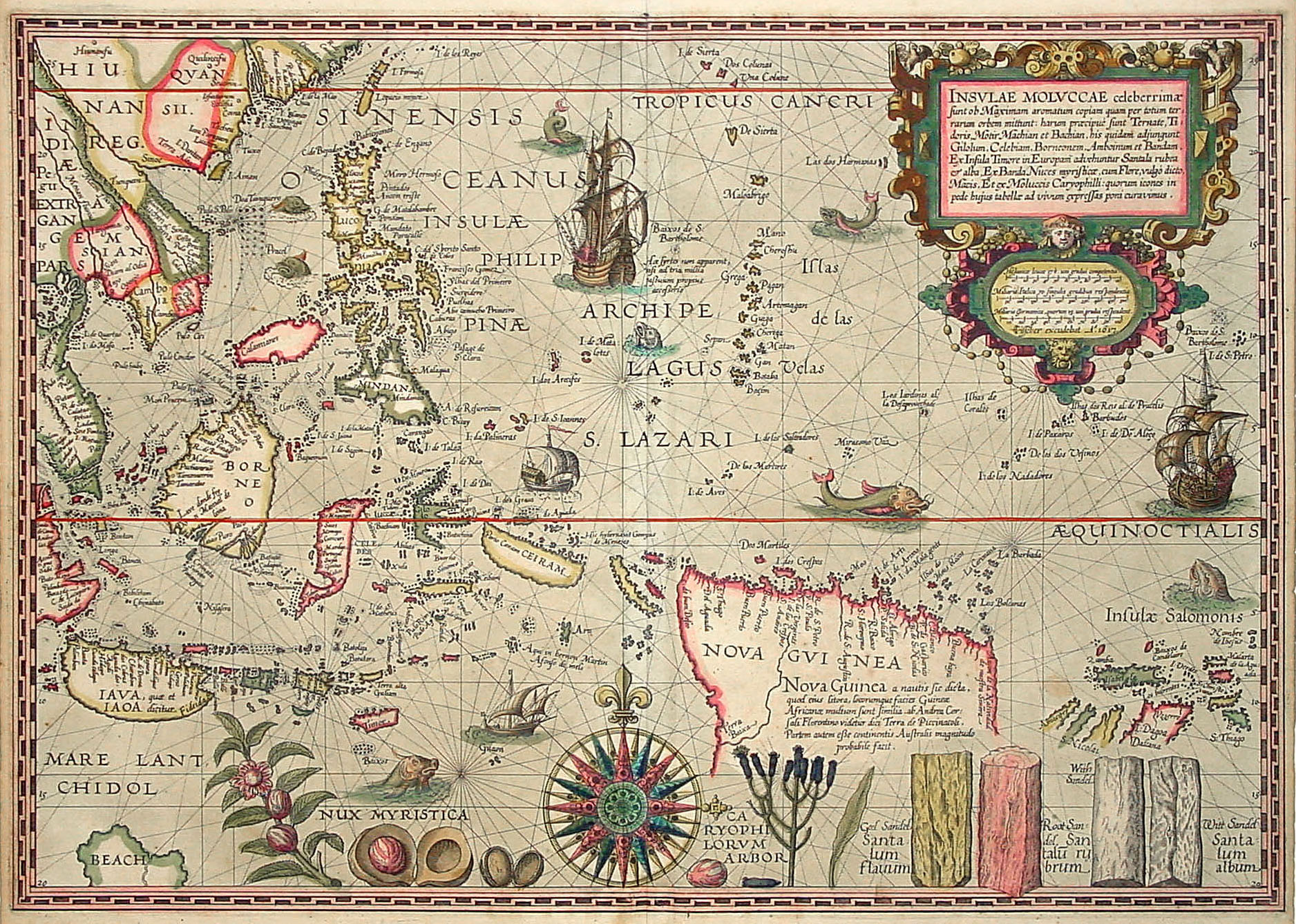
Insulae Moluccae 1592

## Uranografia
W 1589 Plancius stworzył globus nieba, bazując na niekompletnych informacjach o ciałach niebieskich widocznych na półkuli południowej. Na globusie umieścił, oprócz znanych już konstelacji, gwiazdozbiory: Krzyż Południa, Trójkąt Południowy oraz Obłoki Magellana, Mały i Wielki (do tej pory jeszcze nie nazwane).
Informacje na temat powyższych konstelacji pochodziły z raportów napisanych w czasie wypraw: Andreasa Corsaliego (1512), Amerigo Vespucci (1501) oraz prac Pedro de Medina. Trójkąt Południowy stoi „do góry nogami”, a Krzyż Południa umieszczono obok gwiazdozbioru Erydanu.
W 1592 Plancius wykreślił słynną mapę świata Terrarum Tabula, na której w górnej części umieścił mapy północnego i południowego nieba. Mapy te ukazują dwa nowe gwiazdozbiory: Gołąb oraz Polophylax (z gr. „Strażnik Bieguna [Południowego]”). Konstelacje te znajdują się również na mapie świata z 1594.
W 1595 Plancius zlecił Pieterowi Dirkszoonowi Keyserowi, głównemu nawigatorowi statku Holandia biorącemu udział w pierwszej holenderskiej ekspedycji handlowej do Indonezji (tzw. Eerste Schipvaart) (1595-1597), obserwację nieba na półkuli południowej. W obserwacjach astronomicznych Keyserowi asystował Fryderyk de Houtman.
Keyser razem z de Houtmanem odkryli 135 gwiazd tworzących 12 nowych gwiazdozbiorów nieba półkuli południowej. Odkryte wtedy, wymienione niżej, konstelacje należą dziś do 88 współczesnych gwiazdozbiorów:
| Feniks        | Indianin           |
| Kameleon      | Mucha              |
| Paw           | Ptak Rajski        |
| Ryba Latająca | Trójkąt Południowy |
| Tukan         | Wąż Wodny          |
| Złota Ryba    | Żuraw              |

Keyser zmarł na Jawie w trakcie wyprawy, którą z 249 osób przeżyło jedynie 87. Po powrocie do Holandii, De Houtman przekazał sporządzony katalog gwiazd Planciusowi, który naniósł nowe odkrycia na globus nieba w końcu 1598.
Konstelacje te, a także gwiazdozbiór Gołąb wprowadzone na mapy nieba przez Planciusza zostały szerzej zaakceptowane, gdy niemiecki astronom Jan Bayer opisał je w swoim dziele Uranometria z 1603, które stało się w owym czasie najważniejszym atlasem nieba.
W 1613 Plancius umieścił kolejne 8 nowych konstelacji na nowym globusie nieba, opublikowanym w Amsterdamie przez Pietera van der Keere. 6 z nich niesłusznie przypisywano śląskiemu kartografowi Jakubowi Bartschowi, który umieścił je na mapie nieba z 1624 i nadał znaczenie religijne. Gwiazdozbiory Planciusa to:
- Żyrafa (łac. Camelopardalis) na północ od Woźnicy. U Bartscha było to zwierzę, na którym Rebeka jechała do ślubu z Izaakiem[5].
- Jednorożec (łac. Monoceros) na północ od Wielkiego Psa. U Bartscha był to jednorożec, który pojawiał się w starszych tłumaczeniach Biblii.
- Rzeka Tygrys (łac. Tigris fluvius)[6]
- Rzeka Jordan (łac. Jordanis fluvius)[6], od południa okrążająca Wielką Niedźwiedzicę. U Bartscha rzeki Tygrys i Jordan biorą początek w raju.
- Kogut (łac. Gallus)[6] na zachód od Wielkiego Psa. U Bartscha Alector Gallus Dio to kogut, który piał kiedy Św. Piotr wypierał się Jezusa.
- Pszczoła (łac. Apes)[7] na północ od Wodnika. U Bartscha, owad, który jest wspomniany w historii Samsona. U Heweliusza (1690) nazywany muchą[6].
- Mały Rak (łac. Cancer Minor)[6], na zachód od Wielkiego Raka.
- Strzała Południowa (łac. Sagitta Australis)[6], na wschód od Skorpiona

Z gwiazdozbiorów Planciusa do czasów obecnych zachowały się Gołąb, Żyrafa oraz Jednorożec.

Gołąb (łac. Columba)
Żyrafa (łac. Camelopardalis)
Jednorożec (łac. Monoceros)

## Prace
- Nova et exacta Terrarum Tabula geographica et hydrographica, 1592
- Orbis terrarum typus de integro multis in locis emendatus, Alberti Henrici & Cornelii Nicolai, Den Haag 1599